# Великі Каленичі
Великі Каленичі  — село в Україні, у Полонській міській громаді Шепетівського району Хмельницької області. 
Село розміщене на лівому березі річки Скрипівки між великими пагорбами. До міста Полонне — 20 км, до найближчої залізничної станції Полонне — 25 км.

## Населення

### Мова
Розподіл населення за рідною мовою за даними перепису 2001 року:
| Мова       | Кількість | Відсоток |
| ---------- | --------- | -------- |
| українська | 315       | 99.68%   |
| російська  | 1         | 0.32%    |
| Усього     | 316       | 100%     |

## Історія

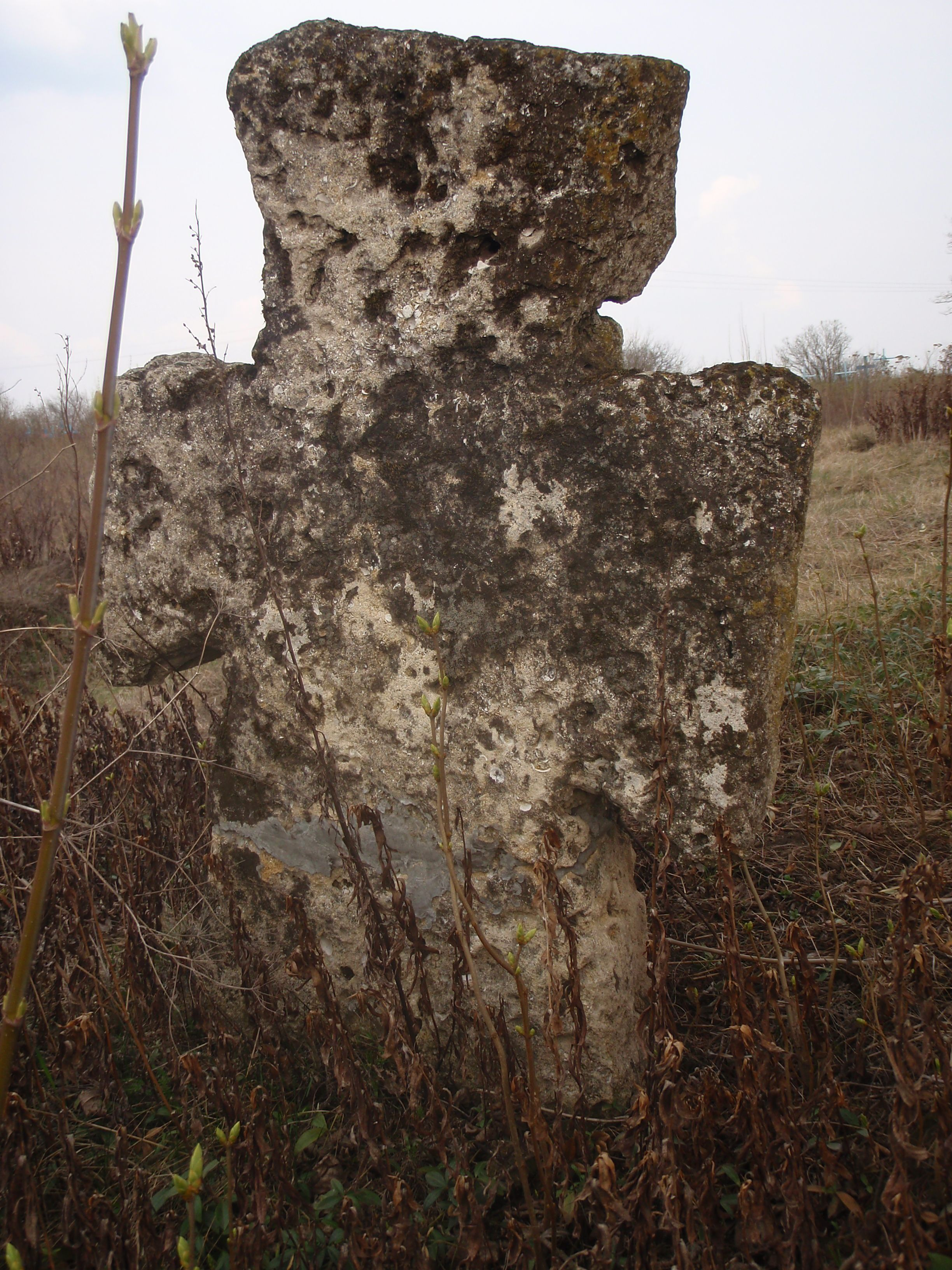
Хрест на місці поховання козака на цвинтарі Великих Каленичів

На початку XVII ст. село входило до складу маєтностей православного князівського українського роду Острозьких. Село тоді відносилось до Полонської волості. В Інвентарі 1620 р. маєтностей князя Олександра Острозького, який було складено після татарського набігу, фігурують і Каленичі. Тут «Інвентар» описує посесорську маєтність, яка складалась зі світлиці з алькиром, пекарні, бровара з солодовнею, стайні та кількох господарських приміщень. Отже, вже тоді в селі не тільки обробляли землю і розводили худобу, а й варили пиво. Крім посесорської садиби в Каленичах було 32 двори, з яких заселеними було лише 18. Решту або забрали в ясир татари, або вони пішли самі. Також зафіксовано стави, млин, корчму, бджільну десятину. Вирощували коноплі. Промовистою був запис: «Сіна буває 6 скирт і могло б бути більше, якщо було б кому робити».
Після зруйнування Запорізької Січі багато козаків оселилося на Волині, зокрема й в Каленичах. За сільськими переказами, першим був Нестор Бученко. На сільському цвинтарі знаходяться козацькі могили XVIII ст. Вціліли кам'яні козацькі хрести мальтійського типу на шести з них.
В 1787 році в Каленичах була побудована церква Трьох Святителів: Василя Великого, Григорія Богослова та Іоана Златоуста. Церква, як і більшість церков краю, була дерев'яною, дзвіниця стояла окремо. Священником був в кінці XIX ст. Аркадій Кушпітовський. Церква була закрита комуністами в 1934 році, відкрита у 1941, зруйнована (згоріла) під час військового наступу Червоної армії в 1944 році.
В кінці XIX ст. було 118 дворів та 930 мешканців, на початку XX ст. — 218 дворів і 1060 мешканців (дані по Великих і Малих Каленичах). У 1911 році в Каленичах було кредитне товариство, випозичальня сільськогосподарських машин, водяний млин та кооператив.
У 1906 році село Хролинської волості Ізяславського повіту Волинської губернії. Відстань від повітового міста 46 верст, від волості 12. Дворів 111, мешканців 591.
7 (20) листопада 1917 року, відповідно до Третього Універсалу Української Центральної Ради, увійшло до складу Української Народної Республіки.
Великі Каленичі пережили Визвольні змагання 1917—1921 років (багато мешканців села воювали в лавах армії УНР), Голодомор, сталінські репресії та Другу світову війну.
В селі також були млини на річці Скрипівці, сьогодні існує декілька ставів загальною площею понад 70 га.
12 червня 2020 року, відповідно до розпорядження Кабінету Міністрів України № 727-р «Про визначення адміністративних центрів та затвердження територій територіальних громад Хмельницької області», увійшло до складу Полонської міської територіальної громади.
19 липня 2020 року, в результаті адміністративно-територіальної реформи та ліквідації Полонського району, село увійшло до складу Шепетівського району.

## Пам'ятки, об'єкти туризму
На сільському цвинтарі збереглися кам'яні хрести мальтійського типу на могилах українських козаків.
В центрі села знаходиться пам'ятний знак односельчанам — жертвам Голодомору та репресій та пам'ятник односельчанам, що загинули під час Другої світової війни.
Музей історії села розташований у приміщенні Великокаленицької школи І-III ступенів.